# Austrolimnophila (Austrolimnophila) pleurolineata
Austrolimnophila (Austrolimnophila) pleurolineata is een tweevleugelige uit de familie steltmuggen (Limoniidae). De soort komt voor in het Afrotropisch gebied.